# Pippi Långstrump i Humlegården
Pippi Långstrump i Humlegården är en bilderbok av Astrid Lindgren, illustrerad av Ingrid Vang Nyman, som gavs ut av Rabén & Sjögren 2000. Berättelsen och bilderna publicerades ursprungligen i programbladet för ett Barnens dag-firande i Humlegården i Stockholm 1949.

## Handling
Pippi Långstrump bestämmer sig för att ta med sina vänner Tommy och Annika, hästen Lilla Gubben och Herr Nilsson och flytta till Humlegården i den kungliga huvudstaden ett slag, för att få stopp på buslivet där.